# Diogo da Silva, 8.º Senhor de Vagos
Diogo da Silva ( - 1595), 2.° do nome, 8.º senhor de Vagos, alcaide-mór de Lagos, comendador da Messejana na Ordem de São Tiago e regedor da Casa da Suplicação, por direito de primogenitura, como seus avós.
Não tendo a mesma pouca sorte de seu pai, escapou vivo na Batalha de Alcácer Quibir; mas ficou prisioneiro e depois resgatado a dinheiro.
No regresso ao Reino de Portugal o cardeal-Rei D. Henrique conferiu-lho cargo da família de Regedor das Justiças, confirmado depois por Filipe II de Espanha, que soube apreciar os seus serviços durante o período da fusão das duas monarquias ibéricas durante a Dinastia Filipina.
É um dos oito fidalgos, que tinham sido seus companheiros d´armas em Alcácer, escolhidos para receber e acompanhar o corpo do rei D. Sebastião, desde o porto de Faro ao Mosteiro dos Jerónimos, em Lisboa.

## Dados genealógicos
Filho primogénito de Lourenço da Silva e de D. Inês de Castro.
Casou duas vezes, a primeira com D. Beatriz de Mendonça, filha de D. Fernando de Meneses, alcaide-mór de Castelo Branco, e de D. Filipa de Mendonça; a segunda com D. Margarida de Menezes, filha e herdeira de D. João Telo de Meneses, senhor de Aveiras, um dos cinco Governadores do Reino por morte do Cardeal-Rei, e de sua mulher D. Isabel de Mendonça.
Do primeiro casamento teve uma filha desconhecida e um filho:
- Lourenço da Silva, 2.° do nome, 9.º Senhor de Vagos, conhecido como "o Cego". Ele ficou cego na juventude quando viajava de Vagos para Aveiro a cavalo. Ele não foi capaz de exercer plenamente como senhorio por causa de sua cegueira; casou com D. Maria de Vilhena, filha de Henrique de Sousa Tavares, 1. conde de Miranda e de D. Mécia de Vilhena. Com dois legítimos filhos conhecidos: Diogo da Silva, que morreu jovem, e Luis da Silva, que era Conde de Vagos, alcaide-mor da cidade de Lagos, Comendador de Messejena, Regedor das Justicias, e Mestre de Campo de um terco da Infantaria Espanola em 1646, onde morreu em batalha em Lerida, sem descendência conhencida.  Por causa de seu papel na tentativa de garantir a coroa de Castela depois de 1640, ele perdeu o senhorio para a casa e foi passado aos condes de Aveiras com permissão do rei João IV.[5]

Do segundo casamento:
- João da Silva Telo de Menezes, 1.º conde de Aveiras, 10.º Senhor de Vagos, regedor das Justiças e vice-Rei da Índia;

- D. Isabel de Mendonça, casada com Fernão Martins Freire de Andrade, senhor de Bobadela, Lagos da Beira, Ferreira e Azinhal.[2]